# Kevin Lisbie
Kevin Anthony Lisbie (*Hackney, Inglaterra, 17 de octubre de 1978), futbolista naturalizado jamaicano. Juega de delantero y su actual equipo es el Leyton Orient de la Football League One de Inglaterra. 

## Selección nacional
Ha sido internacional con la Selección nacional de fútbol de Jamaica, ha jugado 10 partidos internacionales y ha anotado 2 goles.

## Clubes
| Club                | País       | Año       |
| ------------------- | ---------- | --------- |
| Charlton Athletic   | Inglaterra | 1996-1998 |
| Gillingham FC       | Inglaterra | 1999      |
| Reading FC          | Inglaterra | 1999      |
| Charlton Athletic   | Inglaterra | 2000      |
| Queens Park Rangers | Inglaterra | 2000      |
| Charlton Athletic   | Inglaterra | 2001-2005 |
| Norwich City        | Inglaterra | 2005      |
| Charlton Athletic   | Inglaterra | 2005-2006 |
| Derby County        | Inglaterra | 2006      |
| Charlton Athletic   | Inglaterra | 2006-2007 |
| Colchester United   | Inglaterra | 2007-2008 |
| Ipswich Town        | Inglaterra | 2008-2009 |
| Colchester United   | Inglaterra | 2009-2010 |
| Millwall FC         | Inglaterra | 2010-2011 |
| Leyton Orient       | Inglaterra | 2011-     |